# Charlotte Letourneur
 (juillet 2025).
Charlotte Letourneur est une écrivaine française habitant à Plouër-sur-Rance (Côtes-d’Armor), née en septembre 1982.

## Biographie
En 2018, après avoir travaillé comme infirmière, Charlotte Letourneur se lance dans l'écriture.
Ses premiers romans sont écrits sous le pseudonyme de Charlie Genet et publiés aux éditions Elixyria.
En 2022, elle publie Insignis un premier thriller policier sous son propre nom.

## Oeuvre

### Sous le pseudo Charlie Genet
Livres publiés aux éditions Elixyria sous le nom de Charlie Genet.
- 5 avril 2019 - Innocence condamnée
- 21 juin 2019 - Aloïs
- 25 octobre 2019 - Sensual bachata
- 20 juin 2020 - Section Nemesis Tome 1 et tome 2
- 13 novembre 2020 - Section Nemesis tome 3 et tome 4
- 7 juillet 2021 - Consomme-moi sans modération !
- 9 septembre 2022 - Aloïs - 2 - Je reviens si je veux
- 23 février 2024 - Deadly Rose
- 29 mars 2024 - The Order of Spirink - Les secrets de Columbia

### Sous son nom propre
- 10 novembre 2022 - Insignis - premier thriller aux éditions Nouveaux Auteurs.

## Prix
Son roman Insignis a remporté le prix 20 Minutes du roman 2022 dont le président du jury était Maxime Chattam,.